# Барщевский, Михаил Юрьевич
Михаи́л Ю́рьевич Барще́вский (род. 27 декабря 1955, Москва) — советский и российский юрист, полномочный представитель Правительства Российской Федерации в высших судебных инстанциях, заведующий кафедрой юриспруденции в Университете Правительства Москвы, доктор юридических наук, заслуженный юрист Российской Федерации (2007). Действительный государственный советник Российской Федерации 1 класса (2002).
В прошлом — известный адвокат (в 2001 году добровольно сложил с себя полномочия в связи с переходом на госслужбу), создатель и руководитель адвокатского бюро «Барщевский и Партнёры» МГКА России. До октября 2008 года — председатель Высшего совета партии «Гражданская сила». Бывший член федерального гражданского комитета партии «Гражданская платформа». Знаток телеклуба «Что? Где? Когда?».

## Биография
Родился 27 декабря 1955 года в Москве. Отец — Барщевский Юрий Дмитриевич (1923—1993), юрист. Мать — Барщевская (Гутманович) Эрика Залмановна (1929—2000), актриса.
Дядя — Роман Мохортов (1930—2001), депутат.
С 1963 по 1973 год учился в английской спецшколе № 29 на Кропоткинской, по успеваемости учился на тройки.
В 1969 году вступил в комсомол. Член КПСС с 1983 года по август 1991 года.
В 1973—1979 годах работал юрисконсультом на Московском маргариновом заводе. В 1978 году окончил Всесоюзный заочный юридический институт. В 1980 году стал адвокатом Московской городской коллегии адвокатов, в 1982 году защитил кандидатскую диссертацию в Институте государства и права АН СССР. Проходил стажировку в западных юридических фирмах «Milbank, Tweed, Hadley & McCloy» (США) и «Bureau Ricchi» (Франция). В 1990 году создал и возглавил первую в России частную адвокатскую юридическую фирму — «Московские юристы», которая в 1993 году была преобразована в адвокатское бюро «Барщевский и партнёры». С 1993 г. работал юристом «Общей газеты». В 1997 году стал доктором юридических наук. Был адвокатом Анатолия Чубайса по «Делу писателей». Член координационного совета Московского отделения избирательного блока «Вся Россия» в 1999 году. Поддерживал действия властей во второй чеченской войне.
В 2000 году присвоено учёное звание профессора Московской государственной юридической академии.
В 2001 году добровольно отказался от статуса адвоката в связи с переходом на государственную службу, статус адвоката был приостановлен. 12 марта 2001 года назначен полномочным представителем Правительства России в Конституционном суде Российской Федерации. 26 июля 2001 года стал полномочным представителем Правительства России в Конституционном суде Российской Федерации, Верховном суде Российской Федерации и Высшем арбитражном суде Российской Федерации.
С 12 января до весны 2004 года Михаил вёл телепередачу «Час суда» на REN-TV параллельно с Павлом Астаховым.
С декабря 2006 года член партии «Гражданская сила». 23 сентября 2007 года на её VIII съезде был избран Председателем Высшего совета партии и оставался на этом посту до октября 2008 года, когда он объявил об уходе из политики и уступил свой пост председателю генсовета общественной организации «Деловая Россия» Борису Титову.
До 26 мая 2012 года являлся ведущим передачи Dura Lex на радиостанции «Эхо Москвы», где продолжает появляться в передаче «Особое мнение».
27 октября 2012 года, на съезде политической партии «Гражданская платформа», избран в её федеральный гражданский комитет. 13 марта 2015 года ушёл из партии.
20 мая 2018 года перенёс инфаркт.
В 2024 году при Театре на Трубной основал собственный драматический театр «Неформат».

## Награды, звания, общественные организации
- Медаль Столыпина П.А. II степени (16 декабря 2020) — за заслуги в обеспечении деятельности Правительства Российской Федерации и многолетнюю добросовестную работу[10]
- Орден «За заслуги перед Отечеством» IV степени (22 августа 2015) — за заслуги в укреплении законности, защите прав и интересов граждан, многолетнюю добросовестную работу[11]
- Орден Почёта (29 июня 2010) — за заслуги в законотворческой деятельности и многолетнюю добросовестную работу[12]
- Заслуженный юрист Российской Федерации (27 января 2007)[13]
- Действительный государственный советник Российской Федерации 1 класса (2002)[14]
- Лауреат Золотой медали имени Плевако, вручаемой Гильдией российских адвокатов.
- Академик общественных академий — РАЕН и Российской академии адвокатуры[15].

## Что? Где? Когда?
Активный участник игр «Что? Где? Когда?». С 21 мая 1994 года по 30 декабря 2000 года следил за соблюдением правил, выступал также в качестве защитника интересов знатоков. С 19 мая 2001 года по 26 декабря 2009 года являлся «Хранителем традиций» Элитарного Клуба «Что? Где? Когда?».
24 июня 1995 года Михаил Барщевский вошёл в команду телезрителей, которая играла в 6-й игре летней серии игр — первой игре с участием «бессмертных команд» (команд, не покидавших клуб даже в случае своего поражения). 30 декабря 1995 года он снова вошёл в команду телезрителей, игравших уже в финале зимней серии игр — финале «Игр Бессмертных».
19 октября 2002 года Михаил Барщевский впервые выступил в клубе в качестве игрока, собрав собственную команду из лучших знатоков клуба.
В выпуске «Что? Где? Когда?» от 28 ноября 2015 года сборная команда Ольги и Михаила Барщевских выиграла игру за столом в качестве знатоков, обыграв телезрителей со счётом 6:4 (2 очка получила команда, капитаном которой была Ольга Барщевская, 2 очка знатокам принесла команда Елены Потаниной, ещё 2 очка — первая команда, в которой Ольгу Барщевскую на посту капитана сменил Михаил Барщевский). В состав команды входили Владимир Верхошинский (защитник интересов телезрителей), Григорий Гусельников («Хранитель традиций»), Сергей Новиков (защитник интересов знатоков) и два гостя Клуба, Халил Аликулов и Филипп Кудряшов.

## Личная жизнь
Женат. Супруга — Ольга Имануиловна Баркалова, окончила Московский институт иностранных языков и юридический факультет МГУ, кандидат филологических наук, доктор исторических наук, преподавала в Московской государственной юридической академии. Дочь — Наталия (1977 года рождения, выпускница юридического факультета МГУ, кандидат юридических наук, адвокат; после начала российского вторжения на Украину получила гражданство Кыргызстана), а также приёмные дети — двойняшки Дарья и Максим (оба 2005 года рождения). Есть внуки.